# Dodge Ram Van
De Dodge Ram Van was een commerciële bestelwagen van het Amerikaanse automerk Dodge die tussen 1981 en 2003 gebouwd werd in twee generaties. De Ram Van maakte deel uit van de B Series en heette voorheen Dodge Tradesman. Van de bestelwagen bestond ook een passagiersuitvoering die Dodge Ram Wagon heette.

## Eerste generatie (1981-1993)

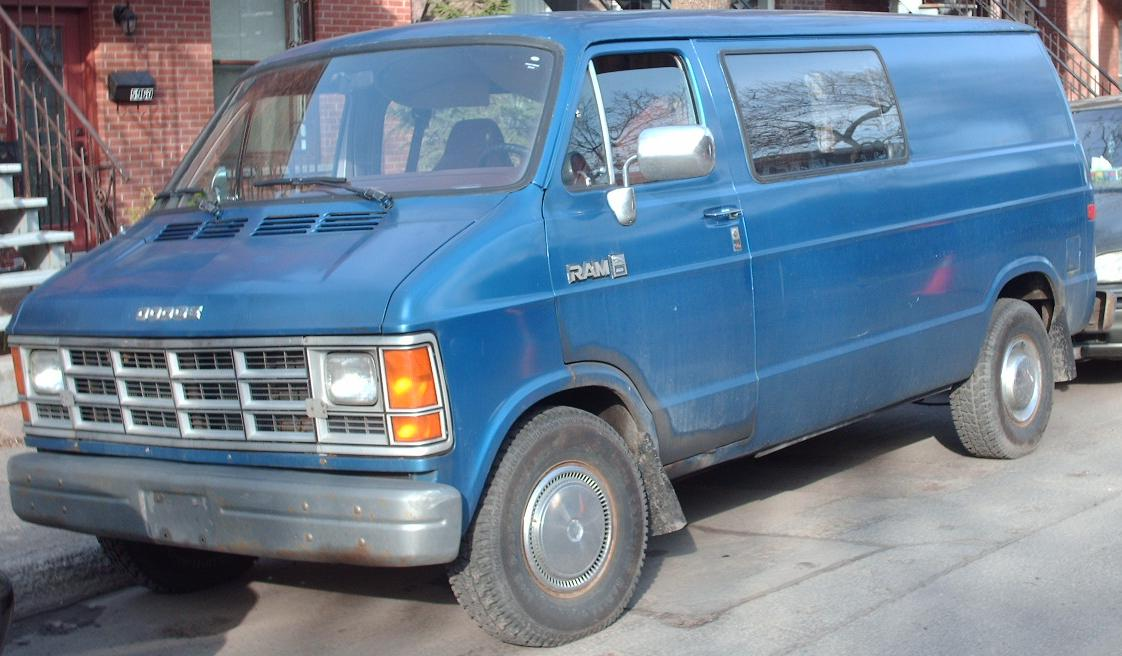
Dodge Ram Van, eerste generatie.

De B Series was al in 1971 geïntroduceerd met de modellen B100, B200 en B300. De commerciële bestelwagen heette Dodge Tradesman. In 1981 werden de modellen gewijzigd naar B150, B250 en B350 en ging de commerciële variant Dodge Ram Van heten. De passagiersvariant heette Sportsman en werd de Dodge Ram Wagon.

## Tweede generatie (1994-2003)

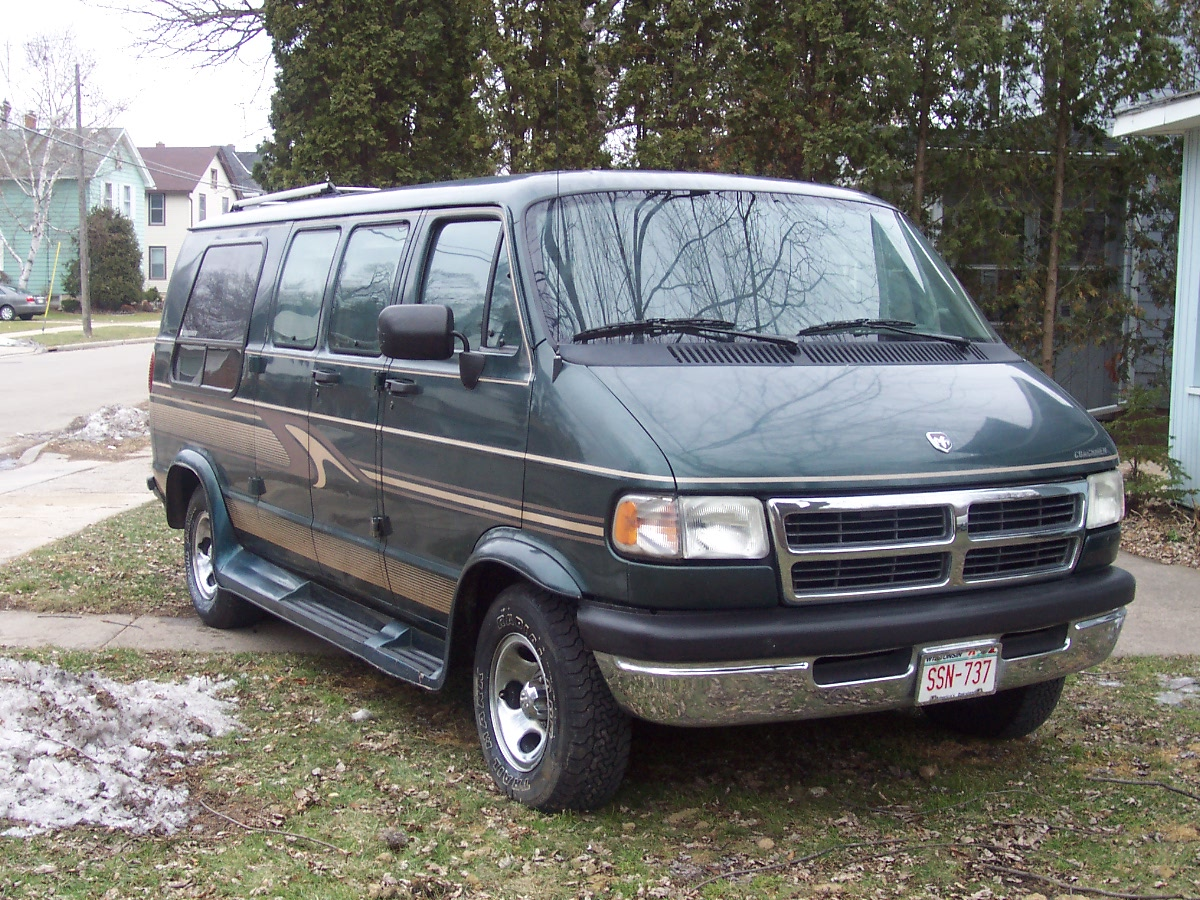
Dodge Ram Van B2500, tweede generatie, 1996, geconverteerd tot Ram Wagon.

Na ruim twintig jaar quasi hetzelfde design te hebben gedragen werden de modellen onder de B Series grondig gefacelift waardoor ze er veel moderner uit gingen zien. Ook de modelbenamingen werden aangepast en waren vanaf dan B1500, B2500 en B3500. In 1998 vormden Dodge' moederconcern Chrysler en het Duitse Daimler-Benz samen DaimlerChrysler. Vijf jaar later, in 2003, werd de B Series stopgezet en vervangen door de Dodge Sprinter, een in CKD-kit gebouwde versie van de Mercedes-Benz Sprinter.